# Liebe Mauer

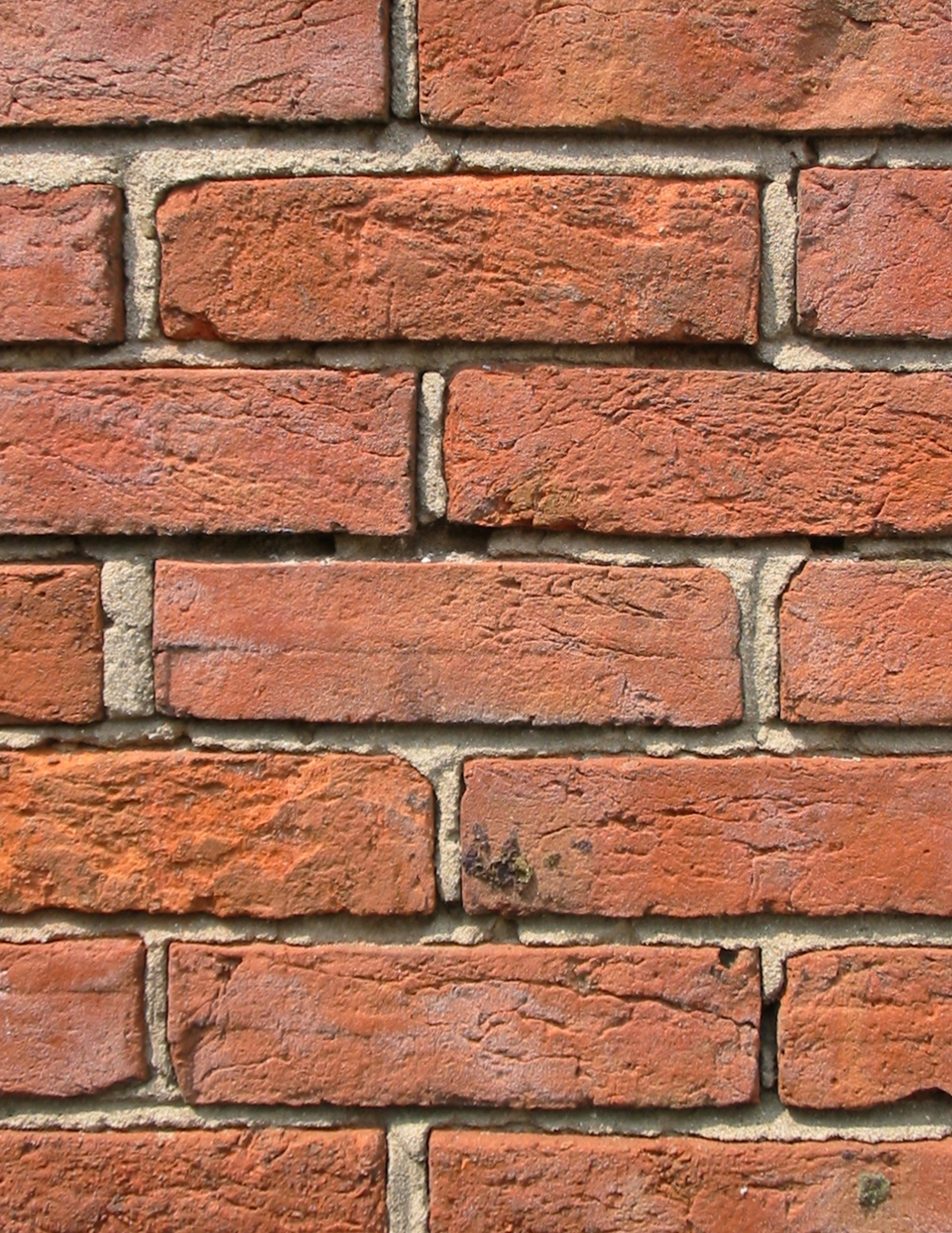
Liebe Mauer

Liebe Mauer ist eine romantische Tragikomödie von Regisseur und Drehbuchautor Peter Timm. In den deutschen Kinos startete der Film am 19. November 2009. Felicitas Woll und Maxim Mehmet spielen die Hauptrollen.

## Handlung
Die 19-jährige Franziska „Franzi“ Schubert bezieht im Herbst 1989 eine günstige Altbauwohnung an der Mauer, am Grenzübergang Heinrich-Heine-Straße, um ihr Studium der Sozialarbeit in West-Berlin zu beginnen. Als sie eines Tages mit Lebensmitteleinkäufen aus Ost-Berlin zurückkehrt und ihre Tragetüte ausgerechnet am Grenzübergang reißt, eilt ihr der DDR-Grenzsoldat Sascha Meier entgegen, der sich wegen eines Studienplatzes in Medizin für drei Jahre bei der Nationalen Volksarmee verpflichtet hat.
Die beiden verabreden per Schrifttafel ein Treff am Alex, weitere Treffen im Ostteil der Stadt und beginnen eine Fernbeziehung über die Mauer hinweg – jedoch nicht ohne Folgen: Sowohl die Stasi als auch die CIA drohen den beiden mit Haft, falls sie einander nicht ausspionieren und jeweils aus Ost und West Bericht erstatten.

## Kritik
„Mehr nostalgisch-romantisch als komödiantisch geht es in diesem „Mauer“-Werk zu, das vom Setting her zuweilen an Leander Haußmanns Kassenerfolg Sonnenallee erinnert“, urteilte Kino.de über den Film. „Es sind vor allem die Nebendarsteller, die in der zum Teil sehr melancholisch-sentimentalen Love Story punkten können […] Eher blass bleiben TV-Serien-Star Felicitas Woll in ihrer dritten Kinorolle und Maxim Mehmet, der aktuell in Männerherzen den liebenswerten Loser gibt und diese Rolle nun variiert.“
Nach Meinung von Andreas Staben von Filmstarts.de biete der Film „fast pünktlich zum Jubiläum einen zuweilen beklemmenden und oft komischen Blick auf die Wendezeit, der sich trotz einiger Misstöne angenehm vom Einerlei aus Jubelreportagen und Bestandsaufnahmen-Talkshows abhebt.“ Er lobte die Darstellung der Besetzung und resümierte: „Die von Peter Timm in Liebe Mauer angerührte Genre-Mischung geht zwar längst nicht immer auf, bietet aber mit ihrer amüsanten kleinen Geschichte ein gelungenes Alternativprogramm zur allerorts zelebrierten großen Historie zum Mauerfalljubiläum.“
Dimitrios Athanassiou proklamierte Liebe Mauer in seiner Kritik für Moviemaze als einen „Film der Gattung: je länger, desto schlechter.“ Natürlich atme „der Film das Flair und den Zeitgeist dieses geschichtlich bedeutenden Augenblicks […] Mit der Zeit geht der Story aber deutlich die Puste aus. Das reine Liebesspiel hat gerade mal Potenzial für eine lang gezogene Telenovela-Episode.“
Das Lexikon des internationalen Films meinte: Ausstattungs- und Liebeskomödie voller turbulenter Wendungen und Camouflagen vor dem Hintergrund der sich politisch zuspitzenden Herbst-Ereignisse bis zum Fall der Mauer. Mal charmant, mal auch plakativ erzählt der Film spielerisch eine Genregeschichte mit einigen nachdenklichen Momenten, die im 9. November 1989 ihren gefühlvollen Kumulationspunkt finden.